# Светско првенство у пливању 2017 — 800 м слободно за мушкарце
Такмичење у пливању у дисциплини 800 метара слободним стилом за мушкарце на Светском првенству у пливању 2017. одржано је 25. јула (квалификације) и 26. јула (финале) као део програма Светског првенства у воденим спортовима. Трке су се одржавале у базену Дунав арене у Будимпешта.
За трке у овој дисциплини било је пријављено 30 такмичара из 27 земаља, а током такмичења постављена су три нова национална рекордад. Титулу светског првака освојио је италијански пливач Габријеле Дети који је финалну трку испливао у времену 7:40,77 минута, што је уједно и нови европски рекорд. Сребрну медаљу освојио је репрезентативац Пољске Војћех Војдак, док је бронза припала вицепрваку из 2015, Италијану Грегорију Палтринијерију.

## Освајачи медаља
|                      | Резултат |                     | Резултат |                             | Резултат |
|                      |          |                     |          |                             |          |
| Габријеле Дети (ИТА) | 7:40,77  | Војћех Војдак (ПОЉ) | 7:41,73  | Грегорио Палтринијери (ИТА) | 7:42,44  |

## Званични рекорди
Пре почетка такмичења званични свестки рекорд и рекорд шампионата у овој дисциплини су били следећи:
| Рекорд                                           | Име            | Резултат | Место         | Датум         |
| ------------------------------------------------ | -------------- | -------- | ------------- | ------------- |
| Светски рекорд СР Рекорд светских првенстава РПр | Џанг Лин (КИН) | 7:32,12  | Рим (Италија) | 29. јул 2009. |

## Квалификације
За такмичење у тркама на 800 метара слободним стилом био је пријављен 31 такмичара из 27 земаља, а свака од земаља је имала право на максимално два такмичара у овој дисциплини. Квалификационе трке одржане су 25. јула у јутарњем делу програма, са почетком од 10:31 по локалном времену, а пласман у финале остварило је 8 такмичара са најбољим резултатима квалификација. На старту трке појавило се 30 пливача, а квалификације су се пливале у 4 квалификационе групе (2 са по 10 пливача, једна са 8 и једна са 3 такмичара).
| ПЛ. | Трка | Стаза | Пливач                 | Држава           | Резултат      | Напомена      |
| --- | ---- | ----- | ---------------------- | ---------------- | ------------- | ------------- |
| 01. | 3    | 4     | Грегорио Палтринијери  | Пољска           | 7:45,31       | КВ            |
| 02. | 3    | 3     | Војћех Војдак          | Пољска           | 7:46,39       | КВ            |
| 03. | 3    | 5     | Хенрик Кристијансен    | Норвешка         | 7:47,61       | КВ            |
| 04. | 3    | 1     | Феликс Аубек           | Аустрија         | 7:49,24       | КВ            |
| 05. | 4    | 3     | Суен Јанг              | Кина             | 7:49,28       | КВ            |
| 06. | 4    | 4     | Габријеле Дети         | Италија          | 7:49,67       | КВ            |
| 07. | 4    | 1     | Флоријан Велброк       | Немачка          | 7:50,89       | КВ            |
| 08. | 4    | 2     | Зејн Грот              | Сједињене Државе | 7:50,97       | КВ            |
| 09. | 4    | 0     | Ахмед Акрам            | Египат           | 7:51,41       |               |
| 10. | 3    | 6     | Кларк Смит             | Сједињене Државе | 7:51,83       |               |
| 11. | 4    | 8     | Виктор Јохансон        | Шведска          | 7:52,66       |               |
| 12. | 4    | 9     | Антон Ипсен            | Данска           | 7:53,37       |               |
| 13. | 4    | 7     | Џек Маклафлин          | Аустралија       | 7:53,51       |               |
| 14. | 2    | 3     | Марсело Акоста         | Салвадор         | 7:55,70       |               |
| 15. | 2    | 1     | Фери Вертман           | Холандија        | 7:56,44       |               |
| 16. | 4    | 6     | Јан Мицка              | Чешка            | 7:56,71       |               |
| 17. | 3    | 7     | Ћу Циао                | Кина             | 7:57,47       |               |
| 18. | 3    | 8     | Иља Дружињин           | Русија           | 8:00,27       |               |
| 19. | 3    | 0     | Мартин Бау             | Словенија        | 8:00,32       |               |
| 20. | 2    | 4     | Ричард Нађ             | Словачка         | 8:01,42       |               |
| 21. | 3    | 2     | Гергељ Ђурта           | Мађарска         | 8:03,87       |               |
| 22. | 2    | 2     | Рикардо Варгас         | Мексико          | 8:04,17       |               |
| 23. | 3    | 9     | Антонио Аројо          | Шпанија          | 8:04,68       |               |
| 24. | 2    | 6     | Димитриос Негрис       | Грчка            | 8:05,88       |               |
| 25. | 2    | 8     | Гиљерме Пина           | Португал         | 8:08,96       |               |
| 26. | 2    | 5     | Мартин Најдич          | Аргентина        | 8:12,00       |               |
| 27. | 2    | 7     | Марк Хинави            | Израел           | 8:12,39       |               |
| 28. | 1    | 4     | Оли Мортенсен          | Фарска Острва    | 8:16,25       |               |
| 29. | 1    | 5     | Константинос Хаџитулис | Кипар            | 8:23,30       |               |
| 30. | 1    | 3     | Франци Алекси          | Албанија         | 8:37,23       |               |
| —   | 4    | 5     | Мак Хортон             | Аустралија       | Није наступио | Није наступио |

## Финале
Финална трка пливана је 26. јула у вечерњем делу програма од 19:05 часова. У финалу су оборена и три национална рекорда.
| ПЛ. | Стаза | Пливач                | Држава           | Резултат | Нап.  |
| --- | ----- | --------------------- | ---------------- | -------- | ----- |
|     | 7     | Габријеле Дети        | Италија          | 7:40,77  | НР KР |
| 2   | 5     | Војћех Војдак         | Пољска           | 7:41,73  | НР    |
| 3   | 4     | Грегорио Палтринијери | Италија          | 7:42,44  |       |
| 4.  | 3     | Хенрик Кристијансен   | Норвешка         | 7:44,21  | НР    |
| 5.  | 2     | Суен Јанг             | Кина             | 7:48,87  |       |
| 6.  | 6     | Феликс Аубек          | Аустрија         | 7:51,20  |       |
| 7.  | 1     | Флоријан Велброк      | Немачка          | 7:52,27  |       |
| 8.  | 8     | Зејн Грот             | Сједињене Државе | 7:52,43  |       |